# Flying Scotsman
 (janvier 2022).
Si vous disposez d'ouvrages ou d'articles de référence ou si vous connaissez des sites web de qualité traitant du thème abordé ici, merci de compléter l'article en donnant les références utiles à sa vérifiabilité et en les liant à la section « Notes et références ».
Pour la locomotive, voir LNER Class A3 4472 Flying Scotsman.
Le Flying Scotsman (en français : « Écossais volant ») est un train express reliant Édimbourg et Londres depuis 1862.

## Histoire
En 1860, trois compagnies ferroviaires britanniques, la Great Northern Railway (GNR), the North Eastern Railway (NER) et la North British Railway s'entendent pour construire en commun des voitures voyageurs (East Coast Joint Stock (en)) pour desservir la East Coast Main Line de Londres vers Édimbourg et le nord de l’Écosse.
En 1862, ces trois compagnies lancent le Special Scotch Express, avec deux trains partant à 10 h, l'un de la gare d'Édimbourg Waverley, l'autre de la gare de King's Cross à Londres. Le trajet prend dix heures et demie, avec un arrêt d'une demi-heure à York pour se restaurer ; les progrès techniques permettent de réduire la durée qui ne prend plus que huit heures et demie en 1888, au moment de la course vers le Nord (en).
En 1896, le matériel est modernisé : les voitures possèdent un couloir pour circuler de l'une et l'autre, elles sont chauffées. Un wagon-restaurant permet de limiter à quinze minutes l'arrêt à York, sans changement dans la durée totale du trajet.